# Roma Challenger
Il Roma Challenger è stato un torneo professionistico di tennis giocato su campi in terra rossa. Faceva parte dell'ATP Challenger Series. Si giocava annualmente a Roma in Italia.

## Albo d'oro

### Singolare
| Anno | Campione          | Finalista              | Punteggio |
| ---- | ----------------- | ---------------------- | --------- |
| 1993 | Thierry Guardiola | Jean-Philippe Fleurian | 6–4, 6–2  |
| 1994 | Horst Skoff       | Frederik Fetterlein    | 6–3, 6–2  |

### Doppio
| Anno | Campioni                     | Finalisti                          | Punteggio |
| ---- | ---------------------------- | ---------------------------------- | --------- |
| 1993 | David Nainkin Grant Stafford | Danilo Marcelino Fernando Meligeni | 6–0, 6–1  |
| 1994 | Tamer El Sawy Mark Knowles   | Tom Kempers Fernon Wibier          | 6–4, 6–3  |